# Quarona
Quarona é uma comuna italiana da região do Piemonte, província de Vercelli, com cerca de 4.252 habitantes. Estende-se por uma área de 15 km², tendo uma densidade populacional de 283 hab/km². Faz fronteira com Borgosesia, Breia, Cellio, Varallo Sesia.

## Demografia
| Variação demográfica do município entre 1861 e 2011                               |
|                                                                                   |
| Fonte: Istituto Nazionale di Statistica (ISTAT) - Elaboração gráfica da Wikipedia |